# Docosanol
Le 1-docosanol, ou simplement docosanol, est un alcool gras. Il est utilisé comme antiviral contre l'herpès labial, en particulier aux États-Unis où la Food and Drug Administration l'a autorisé depuis des essais en juillet 2000.